# ایبلین اورتیز
ایبلین اورتیز (انگلیسی: Ebelin Ortiz؛ زادهٔ ۵ فوریهٔ ۱۹۷۱) بازیگر و خواننده اهل پرو است.